# Paraperspektiver
|  | Denne artikel er oprettet af botten PalnaBot ud fra en ekstern database. Den kan derfor have sproglige fejl eller mangler. Denne skabelon kan fjernes efter kontrol af indholdet. |

Paraperspektiver er en kortfilm instrueret af Tomas Lahoda, Kirsten Dehlholm efter manuskript af Tomas Lahoda, Kirsten Dehlholm.

## Handling
En video, der udforsker den visuelle perception og sansning i et stramt og enkelt billedsprog. En elementær og humoristisk video uden diverse elektroniske manipulationer. Skærmen, fladen brugt som et udtrykslaboratorium, hvor perspektivet og tyngdekraftens fysiske love udforskes som et sæt spilleregler, der ombrydes og studeres på ny. En række iagttagelser af personer og genstande i gående/stående/liggende/siddende stilling, set i fugleperspektiv, fastholdes som klare billedkompositioner i rytmiske skift, understreget af musikken komponeret hertil. En video af Hotel Pro Forma.